# Barton Mills
Barton Mills es una localidad situada en el condado de Suffolk, en Inglaterra (Reino Unido). Según el censo de 2011, tiene una población de 1052 habitantes.
Está ubicada al este de la región Este de Inglaterra, al noreste de Londres y cerca de la ciudad de Ipswich —la capital del condado— y de la costa del mar del Norte.